# Hurghada
Hurghada (arabisch الغردقة, DMG al-Ġardaqa, Aussprache im lokalen Dialekt il-Ghurdaga, im Kairoer Dialekt Aussprache [el ɣæɾˈdæʔæ]) ist eine ägyptische Küstenstadt am Roten Meer und gleichzeitig die Hauptstadt und die größte Stadt im Gouvernement  al-Bahr al-Ahmar (Rotes Meer) mit etwa 215.000 Einwohnern. Mit seinen Küstenstreifen nördlich und südlich der Stadt ist es zudem das größte ägyptische Tourismuszentrum am Roten Meer.

## Beschreibung
Für den Ursprung des Namens gibt es unterschiedliche Erklärungen: Eine davon besagt, dass der Name ursprünglich هرغادة Hurġāda hieß, abgeleitet von einem Wüstengebiet namens ديشة هرغادة Dīšat Hurġāda. Eine andere führt den Namen auf eine Baumart الغردقة al-ġardaqa zurück. Letztere Bezeichnung hat sich im heutigen arabischen Namen durchgesetzt.
Hurghada wurde seit den 1980er Jahren in der Regierungszeit von Muhammad Husni Mubarak von amerikanischen, europäischen und arabischen Investoren zum mit Abstand führenden Badeort am Roten Meer ausgebaut. Den größten Touristenanteil stellen Besucher aus Deutschland, Großbritannien, Russland und den ehemaligen Sowjetrepubliken. Hurghada hat sich zwischenzeitlich zu einer Urlaubsregion entwickelt, der sich nördlich und südlich des Ortes Hurghada entlang der gesamten Küste erstreckt. Architektonisch lehnen sich viele Tourismusanlagen, Wohnsiedlungen und Mehrfamilienhäuser an orientalische Stilrichtungen an. Nahe der Stadt befindet sich der internationale Flughafen Hurghada.
Die Küsten-Agglomeration von Hurghada, die sich über gut 30 km hinzieht, besteht aus:
- im Norden al-Ahya’, mit vielen Hotels;
- daran südlich anschließend der ursprüngliche Ortskern ad-Dahar (Downtown), anfänglich ein Verwaltungsort für die Erdölfelder im Golf von Suez, wo aktuell noch das typisch ägyptische Leben beobachtet werden kann;
- das südlich des alten Ortskerns nahe dem internationalen Flughafen gelegene Touristengebiet as-Siqala (die meist konsequent verwendete Wegweiserbeschriftung ist El Sekalla), mit vielen Hotels, Restaurants und Geschäften;
- die sich südlich des Flughafens entlang der Küste kettenförmig anschließenden und weit nach Süden erstreckenden Areale der Pauschal- und Luxushotels.

Das hohe Touristenaufkommen übertrifft die einheimische Bevölkerung nicht nur in der Hauptsaison um ein Vielfaches. Dennoch hat sich durch die muslimische Kultur und die dadurch bedingte eher zögerliche Vergabe von Alkohollizenzen an der breiten Strandpromenade Sheraton Road in as-Siqala und in der verkehrsberuhigten Zone in ad-Dahar kein ausgeprägtes Nachtleben ausgebildet. Hurghada ist der erste Ort in Ägypten mit einem alkoholfreien Hotel.
In Hurghada und Umgebung liegen sehr unterschiedliche Hotelanlagen. Vor allem werden Wassersportmöglichkeiten für Taucher, Schnorchler, Windsurfer, Segler und Hochseeangler an 20 km Stränden mit weißem Sand, die durch Abzäunungen fast nur von den Hotels zugänglich sind, geboten. Am Südende der Hotelmeile findet man ein paar leicht zugängliche Korallenriffe, die besten Stellen liegen jedoch vor der Küste. Allerdings beobachten Wissenschaftler und Umweltschützer schon seit Ende des letzten Jahrhunderts einen starken Rückgang intakter Riffe durch massive Überschreitungen der Verträglichkeitsgrenze bei der Anzahl von Tauchgängen pro Jahr.
Zahlreiche Tauchsafari-Touren, die zu den weiter entfernten Riffen im Roten Meer führen, starten und enden im Jacht-Hafen von Hurghada.
Im Süden schließen sich Sahl Hasheesh (20 km) und Makadi Bay (30 km) vom Flughafen Hurghada entfernt als weitere Hotelgebiete an. Noch weiter im Süden liegen Soma Bay (50 km), Safaga (60 km), die historische Hafenstadt al-Qusair (207 km), Marsa Alam (271 km) und Berenike (400 km). Die administrative Grenze zum Sudan ist bei asch-Schalatin (490 km) erreicht, die bilateral umstrittene völkerrechtliche Grenze liegt noch 140 km weiter südlich genau am 22. Breitengrad Nord (siehe dazu Hala’ib-Dreieck). Das Gebiet vor allem nördlich von Marsa Alam wird durch ein staatliches Entwicklungsprogramm gefördert und soll in den nächsten Jahrzehnten Hurghada ablösen.
Im Norden von Hurghada, rund 22 km entfernt, liegt das Urlaubsgebiet El Gouna, ein von zahlreichen Lagunen durchzogener, neu geschaffener Ferienort. Erst in den 1980er Jahren vom ägyptischen Bauunternehmer Samih Sawiris gegründet, wurde El Gouna kontinuierlich ausgebaut. Wo es zuvor nur einen sandigen Wüstenstreifen zwischen Meer und Küstenbergen gab, entstand eine künstliche Kleinstadt aus Hotelanlagen und Apartmentkomplexen.

## Klima
Hurghada ist klimatisch geprägt durch sehr wenige Niederschläge, lediglich in den milden Wintermonaten gibt es einzelne Regentage. Die Lage am Roten Meer führt dazu, dass die höchsten Werte am Tage und die niedrigsten Werte in der Nacht sehr nahe beieinander liegen, im Schnitt beträgt der Unterschied etwa 5 °C. Im Sommer steigen die Höchstwerte auf über 30 °C, im Winter fallen die Tiefstwerte kaum unter 15 °C.
|                       | Jan | Feb | Mär | Apr  | Mai  | Jun  | Jul  | Aug  | Sep  | Okt | Nov | Dez |   |      |
| Mittl. Tagesmax. (°C) | 19  | 21  | 24  | 28   | 33   | 35   | 35   | 35   | 32   | 30  | 26  | 21  | ⌀ | 28,3 |
| Mittl. Tagesmin. (°C) | 9   | 9   | 11  | 14   | 18   | 20   | 22   | 22   | 20   | 18  | 14  | 10  | ⌀ | 15,6 |
|                       |     |     |     |      |      |      |      |      |      |     |     |     |   |      |
| Niederschlag (mm)     | 4   | 5   | 3   | 1    | 1    | 0    | 0    | 0    | 0    | 1   | 1   | 8   | Σ | 24   |
|                       |     |     |     |      |      |      |      |      |      |     |     |     |   |      |
| Sonnenstunden (h/d)   | 7,6 | 8,5 | 9,4 | 10,6 | 11,4 | 12,8 | 12,6 | 12,1 | 11,1 | 9,8 | 8,6 | 7,6 | ⌀ | 10,2 |
|                       |     |     |     |      |      |      |      |      |      |     |     |     |   |      |
| Regentage (d)         | 3   | 2   | 2   | 0,5  | 0,5  | 0    | 0    | 0    | 0    | 0,5 | 0,5 | 3   | Σ | 12   |
|                       |     |     |     |      |      |      |      |      |      |     |     |     |   |      |
| Wassertemperatur (°C) | 22  | 21  | 22  | 23   | 26   | 29   | 30   | 30   | 29   | 26  | 25  | 24  | ⌀ | 25,6 |

| 9 |

| 9 |

| 11 |

| 14 |

| 18 |

| 20 |

| 22 |

| 22 |

| 20 |

| 18 |

| 14 |

| 10 |

| 9 |

| 9 |

| 11 |

| 14 |

| 18 |

| 20 |

| 22 |

| 22 |

| 20 |

| 18 |

| 14 |

| 10 |

## Sehenswürdigkeiten
Die koptische St.-Schinuda-Vater-der-Eremiten-Kirche im Stadtteil ad-Dahar (7 km nördlich von Hurghada) wurde im Jahre 1922 im britischen Stil erbaut. Sie liegt an der vierspurigen Sulaiman-Mazhar-Straße. Benannt wurde sie nach dem heiligen Schenute von Atripe, der im 5. Jh. ein berühmter und streitlustiger Abt des Weißen Klosters von Sohag war. Die Kirche wurde Ende 2008 abgerissen und durch einen inzwischen fertiggestellten Neubau ersetzt. An die Kirche ist ein Informationszentrum angeschlossen.
Der Stadtteil ad-Dahar gilt auch als Altstadt von Hurghada. Man erlebt einen lebendigen orientalischen Basar mit typischen Souvenirläden und historischen Gebäuden.
Das St.-Antonius-Kloster wurde im Jahr 356 über der Höhle des heiligen Antonius gegründet. Das St.-Paulus-Kloster steht nach der Überlieferung an der Stelle, wohin sich der Eremit Paulus zur Zeit der römischen Christenverfolgungen zurückzog.
Das kleine Aquarium befindet sich in der Nähe des Hospitals im nördlichen Stadtteil ad-Dahar. Es beheimatet verschiedene Fischarten aus der Region. Neben den lebenden Wassertieren sind auch ausgestopfte Exemplare zu bestaunen.
Die neue Marina (Jachthafen) wurde am 6. Juni 2008 eröffnet und liegt im Stadtteil as-Sikala (Höhe Moschee an der New Sheraton-Road). Auf 120.000 m² bieten 100 Geschäfte aus den Branchen Gastronomie, Bekleidung und Lebensmittel ihre Waren und Dienstleistungen an. Im Hafen legen auch die Schiffe und Schnellboote nach Scharm asch-Schaich ab.
Die neue Al Mina Moschee, arabisch Masjid Al-Mina Al-Kabir, wurde 2012 nach sechs Jahren Bauzeit eröffnet. Die neue Moschee auf 8.000 Quadratmetern ist die größte im Gouvernorat Rotes Meer. Die alte Moschee wurde 1968 gebaut.
Seit 2020 besteht das Ägyptische Museum Hurghada.
Ausflugsfahrten mit dem Bus zu den Sehenswürdigkeiten im Niltal (Luxor/Karnak) und nach Kairo werden von allen Hotels und etlichen einheimischen Reisebüros angeboten.
Westlich von Hurghada erstreckt sich die Arabische Wüste. Bei Tagesausflügen hat man die Möglichkeit, auf Sanddünen zu spazieren und Dörfer der Beduinen zu besuchen. Ein Kamelritt steht meist auch auf dem Programm.

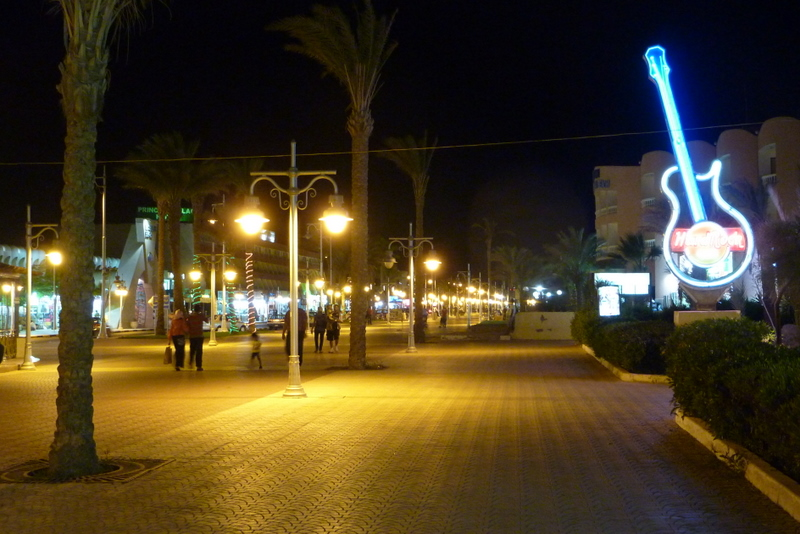
Hurghada: Fußgängerzone bei Nacht
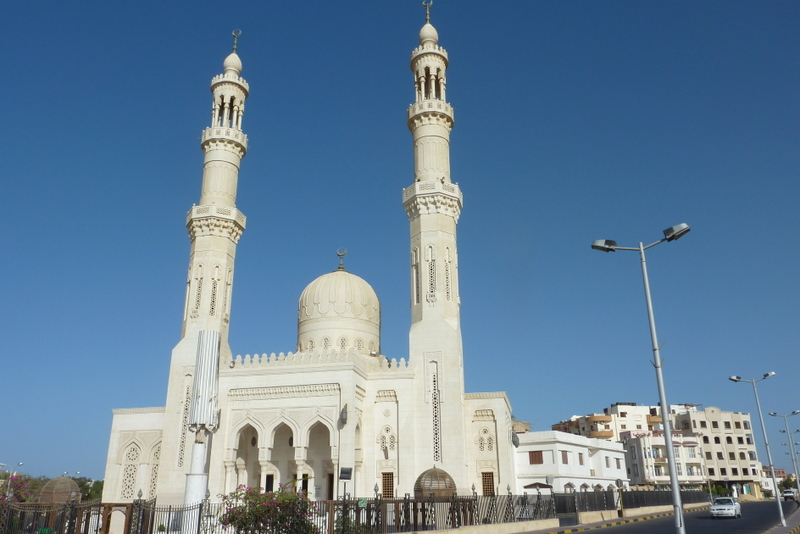
Abd al-Mun’im Riyad-Moschee im Stadtteil ad-Dahar
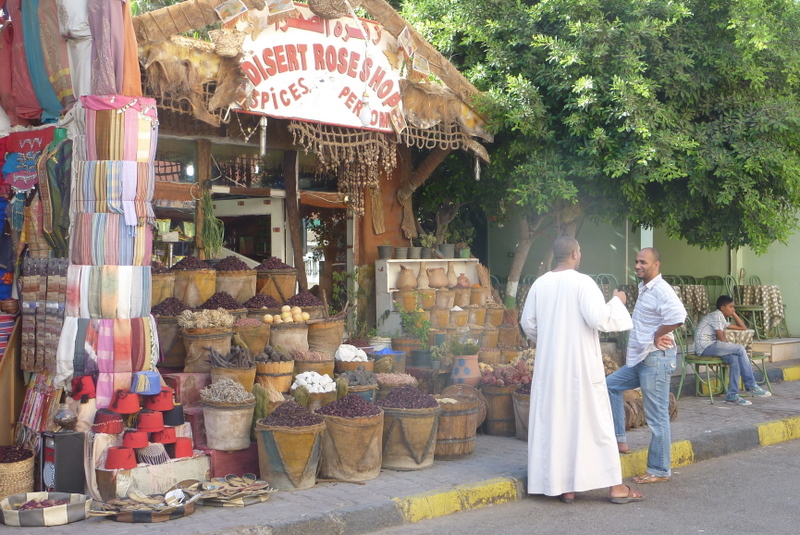
Basar in der Altstadt von Hurghada
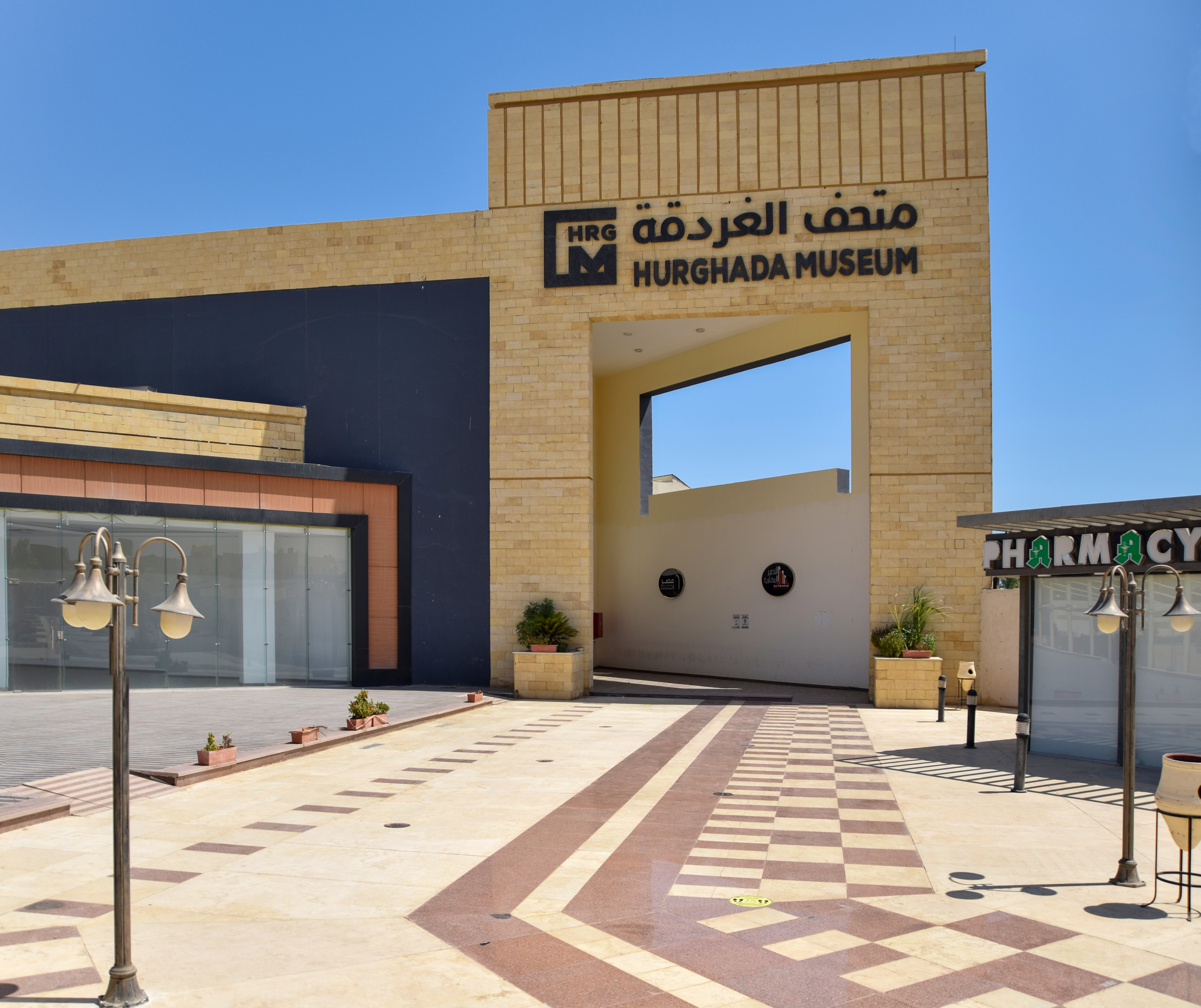
Das Ägyptische Museum Hurghada
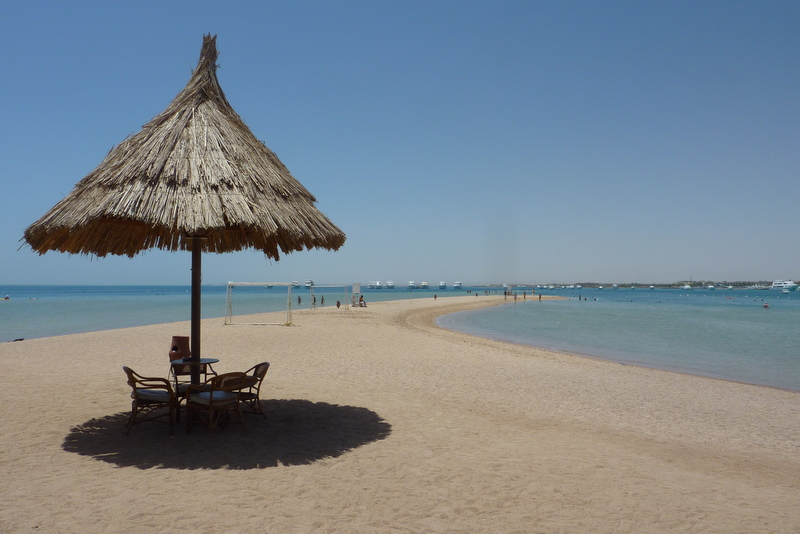
Strand in Hurghada
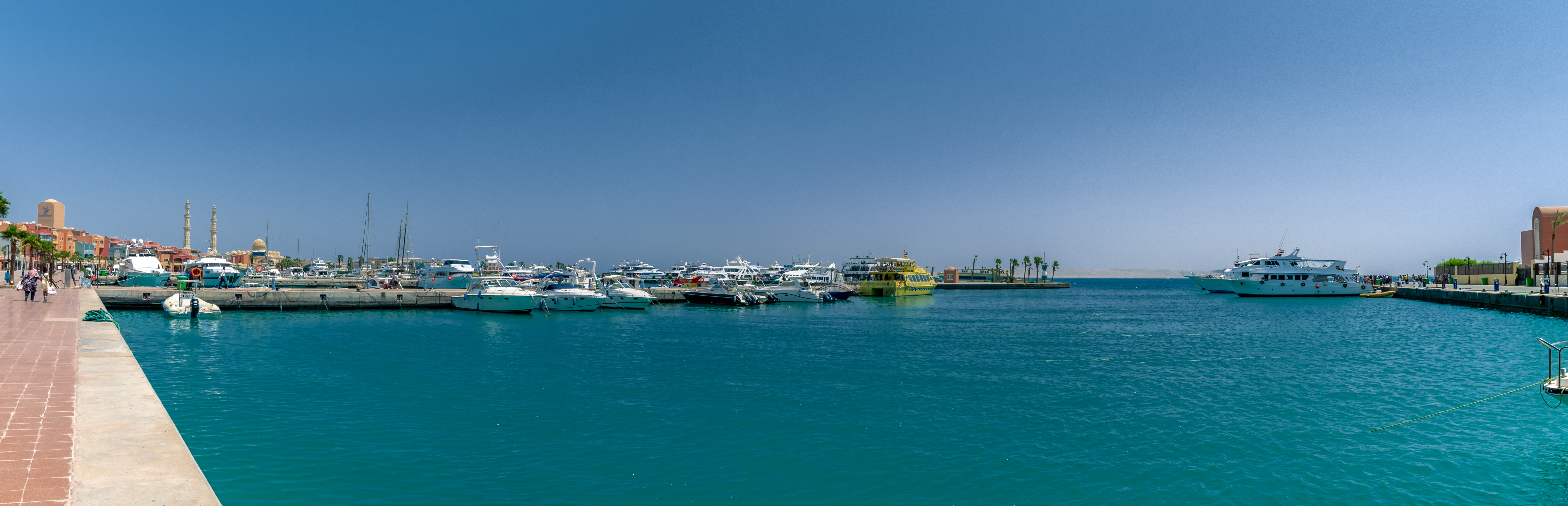
Blick auf den Jachthafen
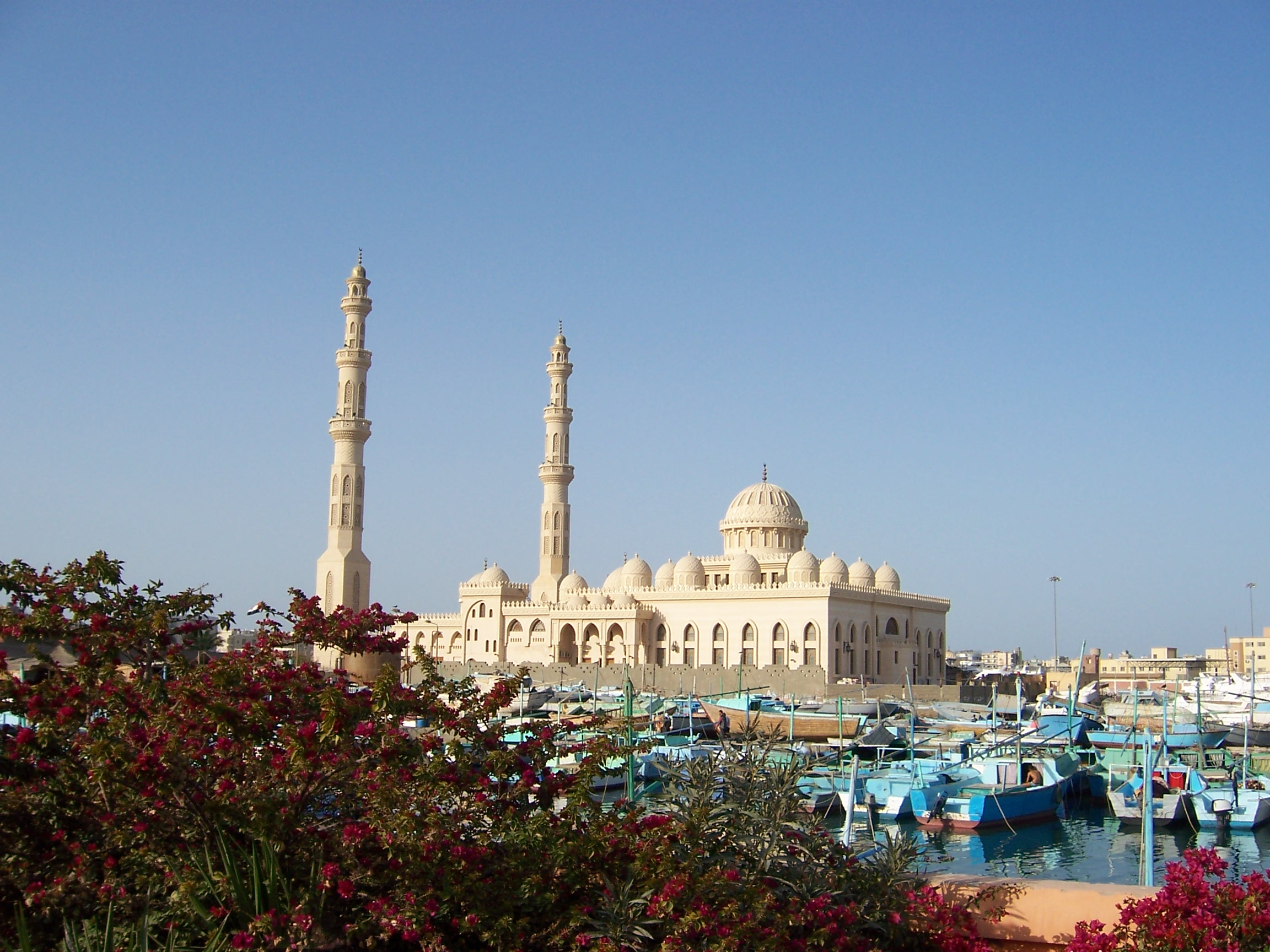
Al-Mina Moschee
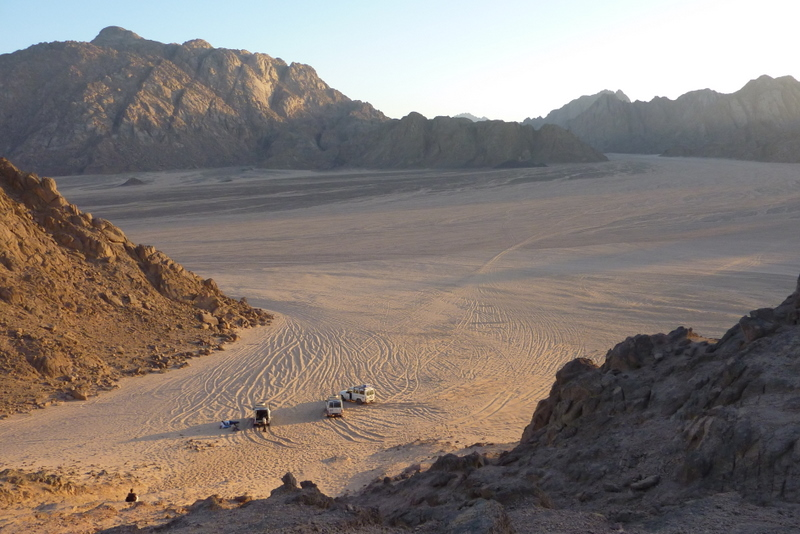
Wüstenlandschaft bei Hurghada

## Umweltschäden
Beim Kampf um die besten Plätze setzten Investoren Bootsstege und ganze Hotelkomplexe auf die Riffe. Dabei wurden an Hurghadas Küste über 2 km² Landfläche durch Sandaufschüttungen gewonnen. Dabei erstickte nicht nur die zugeschüttete Meeresfauna und Flora; durch verstärkte Sedimentation und veränderte Strömungsmuster ging auch ein Großteil der angrenzenden Korallenriffe zu Grunde.
Durch die Anker der Tauchtouristenboote, die hohe Anzahl durchgeführter Tauchgänge mit häufig schlecht ausgebildeten Sporttauchern, das Aufwirbeln von Sand, das Abbrechen der Korallen als Souvenirs und das mangelnde Umweltbewusstsein der einheimischen Bevölkerung haben die Riffe vor Hurghada schweren Schaden genommen. Sie sind auf lange Zeit schwer beschädigt oder gar zerstört. Die wissenschaftlich errechnete Verträglichkeitsgrenze von ca. 6000 Tauchgängen pro Jahr und Tauchplatz, bei deren Überschreitung Schäden an den Riffen und der Unterwasserwelt exponentiell zunehmen, wurde bei Hurghada bereits Anfang des 21. Jahrhunderts zum Teil schon innerhalb eines Monats erreicht. Außerdem werden viele Abfälle von den Booten oder Bootsstegen aus direkt in das Meer geworfen. Der Meeresgrund unter den Stegen und Anlegeplätzen ist häufig von Müll bedeckt, von dem Gefahren für Tiere und Menschen ausgehen.

## Sport
Seit 2004 findet in Hurghada jährlich das letzte Billard-Turnier der Karambolageturnierserie der Dreiband-Weltcup-Saison statt. Bei diesem Turnier messen sich die weltbesten Spieler in der Disziplin Dreiband. Traditionell bildet Ägypten so seit dem den Saisonabschluss mit der Kürung des Jahresgesamtsiegers. Hurghada war bis 2018 13 Mal Austragungsort, el-Guna 2016 und 2017 und  Scharm El-Scheich 2019.